# Octaleurodicus pulcherrimus
Octaleurodicus pulcherrimus is een halfvleugelig insect uit de familie witte vliegen (Aleyrodidae), onderfamilie Aleurodicinae.
De wetenschappelijke naam van deze soort is voor het eerst geldig gepubliceerd door Quaintance & Baker in 1913.